# Papa Clemente X
Papa Clemente X, nato Emilio Bonaventura Altieri (Roma, 13 luglio 1590 – Roma, 22 luglio 1676), è stato il 239º papa della Chiesa cattolica dal 1670 alla morte.

## Biografia
Emilio Bonaventura Altieri nacque a Roma il 13 luglio 1590 in un'antica famiglia nobiliare romana, gli Altieri, discendenti dal ricco speziale Alterius de Corraduciis (1321-1431), dal quale avevano preso il nome. In tempi più recenti la famiglia aveva occasionalmente intrattenuto alleanze con i Colonna e con gli Orsini. Durante i precedenti papati la famiglia Altieri aveva ricevuto molti incarichi importanti e l'assegnazione di missioni delicate.

Il padre di Emilio era Lorenzo Altieri; la madre era Vittoria Dolfin, nobile romana, sorella di Flaminio Dolfin e discendente da dei membri dell'omonima famiglia trasferiti a Roma. Emilio fu il terzo di sei figli. Fu battezzato nella basilica di san Marco Evangelista.
Studiò diritto all'Università di Roma La Sapienza addottorandosi nel 1611 in utroque iure. Successivamente avviò una promettente carriera nell'avvocatura. Negli anni seguenti decise di dedicarsi alla carriera ecclesiastica, stimolato anche dagli esempi che aveva osservato in famiglia. In questa decisione ebbe una parte non trascurabile l'ambiente della corte di Ludovico Ludovisi.
Emilio Altieri fu ordinato sacerdote il 6 aprile 1624. Nello stesso anno Urbano VIII lo nominò auditor (revisore dei conti) inviandolo in Polonia, dove fu al servizio del nunzio apostolico Gianbattista Lancellotti fino al 1627. Al suo ritorno il papa lo nominò vescovo di Camerino. Nel 1630 Altieri celebrò il sinodo diocesano (gli atti furono pubblicati nell'anno successivo (Constitutiones et decreta edita et promulgata in synodo diocesana Camerinensi..., Macerata 1631).
Altieri ricevette nuovi incarichi dal pontefice: nel 1633-1634 fu vicario di Loreto, nel 1636 fu inviato a Ravenna per organizzare le operazioni di soccorso alla popolazione, colpita dall'inondazione del Po di Primaro. Nel 1641 fu nominato governatore di Macerata. Fu nunzio apostolico nel regno di Napoli. Rimase nella capitale partenopea per otto anni. Durante tale periodo assistette suo malgrado alla rivolta capitanata da Masaniello.
Gli fu offerto un titolo cardinalizio, cui rinunciò in favore del fratello Giambattista (luglio 1643).
Il nuovo pontefice Alessandro VII (1655-1667) lo nominò nunzio in Polonia. Il successore Clemente IX (1667-1669) lo fece segretario della congregazione dei vescovi e dei membri del clero regolare. Il 29 novembre 1669 Clemente IX, pochi giorni prima della propria morte, lo fece cardinale.

### Cronologia incarichi
- 1624-1627: auditor (revisore dei conti) presso la nunziatura di Polonia;
- 29 novembre 1627 [2] – 29 aprile 1670: è vescovo di Camerino;
- Visitatore apostolico (incarico non diventato effettivo per lo scoppio della guerra di Castro);
- 10 dicembre 1633: è governatore di Loreto;
- 4 giugno 1636: è presidente di Romagna ad interim;
- 22 gennaio – 7 ottobre 1641: è governatore delle Marche;[4]
- 25 dicembre 1644 – 1652: è nunzio nel regno di Napoli;
- 1655: è ambasciatore straordinario in Lombardia;
- 1657: è Segretario della congregazione dei vescovi e regolari;
- 25 gennaio 1667: è assessore dell'inquisizione romana;
- giugno/luglio 1667: è Maestro di camera di Clemente IX;
- 29 novembre 1669 – 29 aprile 1670: è creato cardinale presbitero;
- 29 aprile 1670: viene eletto romano pontefice.

### Il conclave del 1669-1670
Clemente X fu eletto papa il 29 aprile 1670 nel palazzo Apostolico. L'11 maggio fu incoronato dal cardinale Francesco Maidalchini. Prese il nome del suo predecessore, Clemente IX. Al momento dell'elezione aveva ben 79 anni e nove mesi. Dopo di lui nessun pontefice fu eletto a un'età più avanzata.
Parteciparono alla fase finale del conclave, iniziatosi il 20 dicembre 1669, cinquantanove cardinali, cinquantasei dei quali manifestarono la loro preferenza per il cardinale Altieri. L'elezione giunse alla quarantaduesima votazione. Durato quattro mesi, fu uno dei conclavi più lunghi dell'età moderna.

## Il Pontificato
- Segretario di Stato: Federico Borromeo (1670-1673); Francesco Nerli (1673-1676)
- Vice-Cancelliere: Francesco Barberini (1632-1679)
- Camera Apostolica:
  - Camerlengo: Antonio Barberini (1638-1671); Paluzzo Paluzzi Altieri (1671-1698)
  - Tesoriere: Girolamo Gastaldi (1669-1673); Giovanfrancesco Ginetti (1673-1681)
- Congregazioni
  - Inquisizione: Francesco Barberini (1633-1679)
  - Riti: Francesco Maria Brancaccio (1671 ? - 1675), Gaspare Carpegna (1675-1683)
  - Indice: ...
  - Concilio: Angelo Celsi (1664-1671); Paluzzo Paluzzi Altieri (1671-72); Vincenzo Maria Orsini (1673-1675); Federico Baldeschi Colonna (1675-1691)
  - Vescovi: Francesco Maria Brancaccio (1671-1675), Gaspare Carpegna (1675-1714)
  - Consulta: ...
- Tribunali della Curia
  - Penitenziere Maggiore: Niccolò Albergati Ludovisi (1650-1687)
  - Prefetto della Segnatura Apostolica: Giacomo Rospigliosi (1667-1684)
  - Decani della Rota Romana: Antonio Albergati (1669-1686)
- Vicario per la diocesi di Roma: Marzio Ginetti (1629-1671); Gaspare Carpegna (1671-1714)

### Relazioni con le istituzioni della Chiesa
Il 19 maggio 1670 Clemente X soppresse il titolo cardinalizio di San Salvatore in Lauro e lo trasferì a quello di San Bernardo alle Terme Diocleziane.
Clemente X confermò i privilegi già assegnati ai seguenti ordini: Calatrava (2 marzo 1670) e Frati Minori Osservanti in Terra santa (11 giugno 1670). 

Il 2 maggio 1672 approvò gli statuti dell'Ordine dei fratelli di Betlemme.
Concessioni pontificie
Il pontefice confermò le esenzioni accordate al Collegio Germanico di Roma (14 gennaio 1671); confermò le concessioni attribuite dai suoi predecessori all'Arciconfraternita dei Cordigeri (breve Dudum Felicis del 13 luglio 1673); accordò particolare protezione alla Unione di Nostra Signora della Carità (1674); infine, confermò le costituzioni delle suore teatine (già approvate dal predecessore Gregorio XV).

### Decisioni in materia liturgica
Clemente X istituì la festa degli angeli custodi, da celebrarsi ogni secondo giorno del mese di ottobre.
Con la costituzione apostolica Superna magni patrisfamilias (21 giugno 1670) il pontefice confermò una prassi ormai consolidata riguardante la confessione: l'obbligo di confessione annuale al parroco si ritiene adempiuto anche quando ci si confessa a regolari o a secolari approvati. È necessaria però l'autorizzazione di un vescovo locale.
Nel 1671, su istanza della regina di Spagna Maria Anna, il pontefice estese all'intera nazione spagnola la celebrazione liturgica del Santissimo Nome di Maria (17 settembre).
Il 13 gennaio 1672 il pontefice fece pubblicare un provvedimento in materia di reliquie (Ex commissae nobis coelitus). Nel tentativo di disciplinare una materia sempre più articolata e dai contorni frastagliati, affidava al cardinale vicario, Gaspare Carpegna, l'incombenza dell'estrazione e della dispensa delle reliquie. Inoltre confermava che il traffico di reliquie è vietato, pena la scomunica. Tale provvedimento è considerato l'atto di fondazione della “Custodia delle Sacre Reliquie e dei Cimiteri”.
Con il breve Alias a Congregatione del 19 agosto 1672 consentì ai Canonici Regolari e agli Eremiti di S. Agostino di celebrare il culto dei santi Possidio e Alipio.
Nel 1674 il pontefice riconobbe la crescente devozione a Nostra Signora del Monte Carmelo e decise di estendere la sua festa (16 luglio) all'Italia meridionale, alla Spagna e alle sue colonie. Nel 1675 la festa fu ulteriormente estesa all'Austria.
Nel 1676 concesse alla diocesi di Frisinga (Baviera) la facoltà di celebrare una festa speciale in onore della Sacra Spina, il lunedì successivo alla domenica della Passione.
Proibì l'usanza, diffusa soprattutto in Baviera, secondo cui il sacerdote, nella Messa pasquale, era solito includere nell'omelia il racconto di curiosità e facezie per suscitare l'ilarità nei fedeli (risus paschalis).

### Decisioni in materia dottrinale
Clemente X proibì ai missionari la pubblicazione di libri senza l'autorizzazione della Congregazione di Propaganda Fide (16 aprile 1673).

### Il XV Giubileo
Il 16 giugno 1670 Clemente X indisse un giubileo straordinario per inaugurare il proprio pontificato.

Il 5 novembre 1672 indisse un secondo giubileo straordinario per favorire l'unità dei monarchi cristiani contro la minaccia dei Turchi.
Nel 1675 indisse il XV giubileo ordinario. La Bolla per il Giubileo, Ad Apostolicae vocis oraculum, firmata il 16 aprile 1674, fu letta il 3 maggio e fu pubblicata il successivo 23 dicembre.
All'apertura della Porta santa, il 24 dicembre 1674, parteciparono duecentomila persone. Assistente ai lavori fu l'architetto Gian Lorenzo Bernini. Il pontefice ordinò al Bernini il restauro di monumenti e piazze, tra cui Piazza San Pietro. Così molti viaggiatori giunsero a Roma non solo per assistere al Giubileo, ma anche per visitare i monumenti restaurati in occasione dell'importante evento. Durante l'Anno Santo il Papa riconfermò il divieto di aumentare i prezzi degli alloggi e vietò gli sfratti. Si recarono a Roma un milione e mezzo di pellegrini.
Nei primi anni del suo pontificato era ritornata l'idea di allestire nel Colosseo spettacoli di caccia dei tori (le moderne corride), ma fu fatto notare al pontefice che il Colosseo era stato il luogo del martirio di tanti cristiani. Clemente X accolse questa argomentazione: non autorizzò gli spettacoli e fece erigere una grande croce nel centro dell'anfiteatro. In occasione del giubileo del 1675 Clemente X vi fece apporre due iscrizioni, con le quali esortava i pellegrini a entrare, non per ammirare la grandiosità dell'opera romana ma per "risvegliare nei fedeli la memoria della santità del luogo e della fortezza de' martiri" e per pregare per loro.

### Relazioni con i monarchi europei

#### Francia
Il pontefice chiese l'appoggio di Luigi XIV di Francia per la lotta contro l'impero ottomano, ma il re di Francia (che era alleato del Sultano) fece sapere di non voler fargli la guerra. Nell'anno in cui Clemente salì al Soglio pontificio (1670) il re di Francia si alleò con il re d'Inghilterra per spartirsi la Repubblica delle Sette Province Unite, un territorio corrispondente pressappoco agli attuali Paesi Bassi, già facente parte del Sacro Romano Impero e che si era reso indipendente alla fine del XVI secolo. Nel 1672 Luigi XIV e Carlo II d'Inghilterra, assieme ad alcuni principi dell'area del Reno, incrociarono le armi dando il via alla Guerra franco-olandese.
Le due potenze ebbero facilmente ragione delle forze della piccola repubblica. Quando iniziarono le trattative di pace Clemente X ottenne che gli incontri si tenessero a Colonia (città cattolica). Il pontefice incaricò il nunzio di Bruxelles di rappresentarlo. Le sue aspettative erano di migliorare la condizione dei cattolici, una minoranza, che vivevano nella repubblica. Ma le nuove vittorie militari dei francesi spinsero gli altri Paesi europei a reagire: nel 1674 la guerra riprese, ancora più cruenta di prima. L'ultimo tentativo del pontefice per avvicinare la soluzione del conflitto fu l'invio, nell'ottobre 1675, di suoi rappresentanti presso le corti europee.
Il conflitto provocò un irrigidimento dei rapporti con la corona francese anche riguardo alle rispettive giurisdizioni spirituali. Sin dal Concordato di Bologna del 1516 il re di Francia aveva il diritto di assegnare in alcune diocesi le prebende divenute libere in una sede divenuta vacante (regalie spirituali) e di amministrare le rendite vescovili (regalie temporali). Luigi XIV nel 1673 e nel 1675 stabilì che il diritto di regalia avesse valore su tutti i territori della Corona francese. Clemente X non protestò, di conseguenza quasi tutti i vescovi francesi si uniformarono al decreto regale. Solo i vescovi di Alet e di Pamiers (noti anche per le loro tendenze gianseniste), disubbidirono e si appellarono al Papa. Il pontefice morì di lì a poco e lasciò la soluzione della controversia al successore.

#### Polonia
Il pontificato di Clemente X fu contrassegnato dall'aggravarsi del pericolo turco. Nel 1672 la Polonia si trovò sotto l'attacco ottomano. Il papa tentò di formare un'alleanza difensiva. Accolsero l'appello l'imperatore e i principi cattolici di Germania; la Russia, in guerra con la Confederazione polacco-lituana, stipulò una tregua e si unì all'alleanza; Carlo XI di Svezia rispose invece di no. L'11 novembre 1673 l'esercito cristiano, guidato da Giovanni Sobieski (nominato generale della corona), riportò una vittoria determinante sui Turchi in una battaglia sul fiume Dnjestr. Nello stesso anno moriva re Michele. Il pontefice, coinvolto nella scelta del nuovo re della Confederazione, favorì l'elezione di Giovanni Sobieski (1674). Giovanni sconfisse nuovamente i Turchi in una battaglia per la difesa di Leopoli (1675).
Nel 1671 il pontefice fece dono della Rosa d'oro alla regina consorte di Polonia, Eleonora d'Asburgo.

### Governo dello Stato pontificio
Clemente X nominò suo Segretario di Stato il cardinale Federico Borromeo (maggio 1670).
Formarono la corte i seguenti prelati di sua fiducia:
- Monsignor Bernardino Rocci, maggiordomo (diventerà cardinale nel 1675);
- Monsignor Camillo Massimo, maestro di Camera (diventerà cardinale entro la fine dell'anno 1670);
- Gaspare Carpegna datario (diventerà cardinale entro la fine dell'anno 1670).

Nel 1671, alla morte di Antonio Barberini, nominò il nuovo camerlengo del Sacro Collegio nella persona del cardinale Paluzzo Paluzzi Altieri (1671-1698). Nel 1673, alla morte di Federico Borromeo, nomino nuovo Segretario di Stato il cardinale Francesco Nerli (1673-1676).
Con una costituzione pubblicata il 15 marzo 1671 il pontefice permise ai nobili dello Stato pontificio di esercitare il commercio senza pregiudizio del loro status. Fino ad allora l'esercizio del commercio era considerato per i nobili una cosa riprovevole.
Nel 1674 la decisione del cardinale Altieri di imporre una nuova tassa del 3% su tutti i beni importati a Roma suscitò le proteste degli ambasciatori di diverse nazioni. Alla richiesta di un incontro chiarificatore con il pontefice il cardinale Altieri, che aveva preso le redini del governo pontificio, impedì con un pretesto agli ambasciatori di vedere il papa. La crisi continuò fino alla nomina del successore di Clemente X.
A partire dal papato di Clemente X le monete battute a Roma recarono una piccola rappresentazione dello stemma del prelato incaricato della zecca; l'usanza si conservò fino al 1817.

### Opere realizzate a Roma

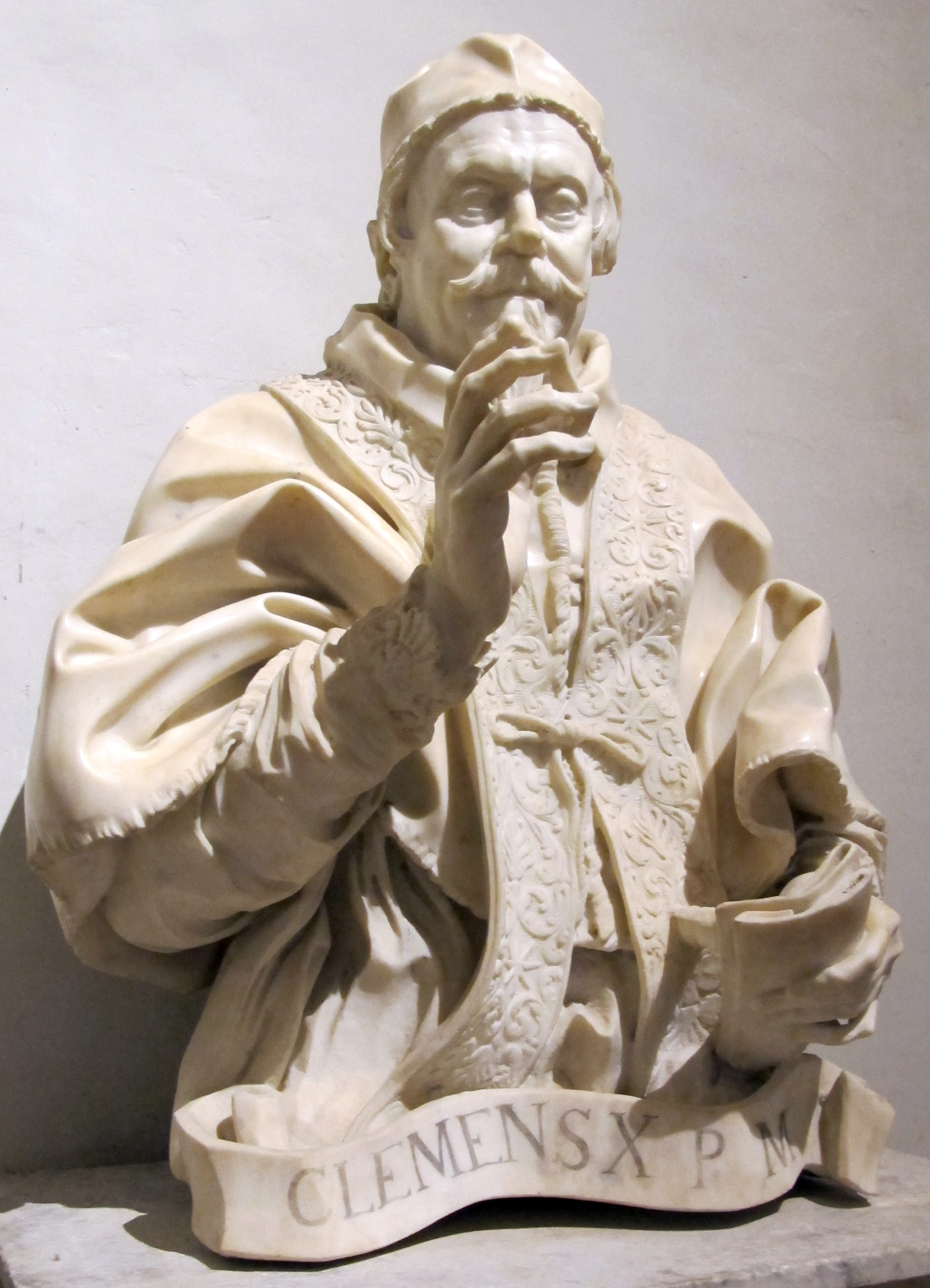
Gian Lorenzo Bernini, Busto di Clemente X.

Clemente X ordinò la costruzione della seconda fontana di Piazza San Pietro (detta “fontana gemella”), che venne inaugurata il 28 giugno 1677. Inoltre fece realizzare la fontanella del Putto di Palazzo Sacchetti.
Durante il pontificato di Clemente X venne scoperta a Roma una bellissima scultura marmorea di epoca romana. È oggi conservata nei musei capitolini con il nome di Venere capitolina.
Il pontefice fece ampliare Palazzo Caffarelli al Campidoglio e Palazzo Altieri.
Giovanni Battista Gaulli (1639-1709) eseguì un famoso ritratto a olio del pontefice.

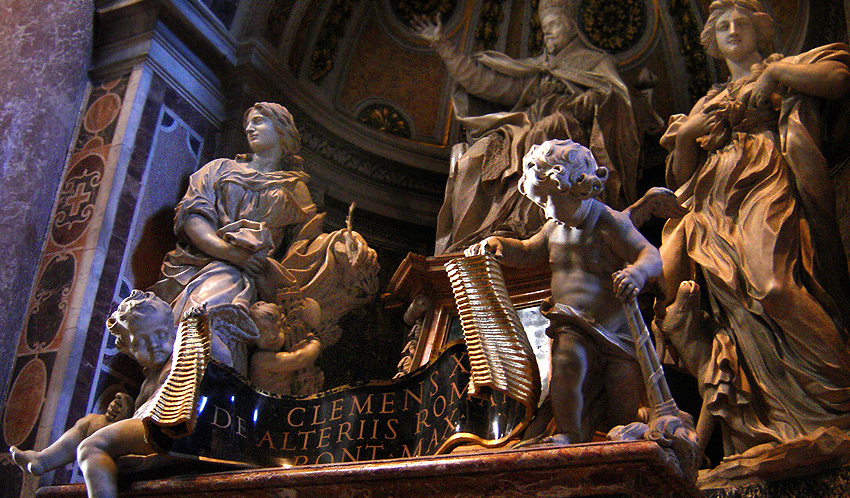
Tomba di Clemente X nella basilica di San Pietro a Roma.

## Morte e sepoltura
Clemente X morì all'età di 86 anni nel pomeriggio del 22 luglio 1676 a Roma, sofferente di gotta. Prima di lui nessun pontefice in carica aveva raggiunto la sua veneranda età. Fu sepolto nella Basilica Vaticana.

## Diocesi erette da Clemente X
- 1671: Eparchia di Baalbek di rito antiocheno (in Libano);
- 12 giugno 1673: Eparchia di Gibail di rito antiocheno (in Libano);
- 1º ottobre 1674: il vicariato apostolico della Nuova Francia viene elevato al rango di diocesi. Assume il nome di Diocesi di Québec. Il territorio, vastissimo, comprende tutti i territori francesi e le regioni non ancora esplorate dagli europei nell'America del Nord, dalla baia di Hudson alla baia della Luisiana. Sono escluse solamente le colonie britanniche e spagnole. La diocesi di Québec è immediatamente soggetta alla Santa Sede.

## Concistori per la creazione di nuovi cardinali
Papa Clemente X durante il suo pontificato ha creato venti cardinali nel corso di sei distinti concistori.
Clemente X, per non lasciare estinguere la propria famiglia, adottò nel 1669 Gaspare Paluzzi Albertoni, marito della sua pronipote Laura Caterina, unica superstite del casato. Quando divenne papa impose il proprio nome e stemma a tutti i Paluzzi Albertoni. Entrarono a far parte del casato anche il padre di Gaspare, Angelo, oltre allo zio cardinale Paluzzo, che da allora si chiamò cardinale Altieri.

## Beatificazioni e canonizzazioni del pontificato
Clemente X beatificò ventidue Servi di Dio e canonizzò cinque beati.
Clemente X confermò infine il culto di San Norberto, inserendolo nel Breviario e nel Messale romano (13 settembre 1672); inserì nel Martirologio Romano il nome di papa Leone III (1673).

## Genealogia episcopale e successione apostolica
La genealogia episcopale è:
- Cardinale Guillaume d'Estouteville, O.S.B.Clun.
- Papa Sisto IV
- Papa Giulio II
- Cardinale Raffaele Sansone Riario
- Papa Leone X
- Papa Paolo III
- Cardinale Francesco Pisani
- Cardinale Alfonso Gesualdo di Conza
- Papa Clemente VIII
- Papa Paolo V
- Cardinale Scipione Caffarelli-Borghese
- Papa Clemente X

La successione apostolica è:
- Vescovo Giuseppe Lomellini, O.S.B. (1652)

## Papa Clemente X nel cinema
Nel film italiano Mia moglie è una strega, con Renato Pozzetto e Eleonora Giorgi, Pozzetto veste, all'inizio della pellicola, i panni di un cardinale della Santa Inquisizione, il cardinale Altieri, che interroga una prigioniera accusata di stregoneria (la Giorgi). Quando lei, ingannata dal fatto che lui le dice "sarò clemente", gli confessa di essere una strega, il cardinale ordinerà di condannarla a morte il giorno dopo al rogo, dicendole: «domani sarò eletto papa con il nome di Clemente X». Tuttavia questo fatto è storicamente impossibile, visto che Clemente X non aveva mai desiderato essere papa e non aveva mai fatto parte del Tribunale della Santa Inquisizione. Altro fatto impossibile è dato da un'iscrizione che compare nella scena successiva, in cui si legge «Il 24 aprile 1656 tale strega Finnicella venne bruciata in Campo de' Fiori». Da ciò si deduce che Clemente X sia stato eletto papa il 25 aprile 1656 e non l'11 maggio 1670. Un'incredibile coincidenza è quella che vede la principessa di ramo cadetto Sveva Altieri interpretare, nella scena sabbatica di inizio film, una delle streghe partecipanti al rito, pur essendo essa storicamente una lontana discendente di Emilio Bonaventura Altieri, poi papa Clemente X, che, in modo fittizio, nel film è il cardinale della Santa Inquisizione.

## Albero genealogico
|                                 |                  |                               | Genitori               |  |  | Nonni |  |  | Bisnonni                     |  |  | Trisnonni                       |  |
|                                 |                  |                               |                        |  |  |       |  |  | Mario Altieri, nobile romano |  |  | Girolamo Altieri, nobile romano |  |
|                                 |                  |                               |                        |  |  |       |  |  | Mario Altieri, nobile romano |  |  | Girolamo Altieri, nobile romano |  |
|                                 |                  | Nicolea Maddaleni Capodiferro |                        |  |  |       |  |  | Mario Altieri, nobile romano |  |  |                                 |  |
| Girolamo Altieri, nobile romano |                  |                               |                        |  |  |       |  |  | Mario Altieri, nobile romano |  |  |                                 |  |
|                                 |                  | Virginia Leni                 | Ciriaco Leni           |  |  |       |  |  |                              |  |  |                                 |  |
|                                 |                  | Virginia Leni                 | Ciriaco Leni           |  |  |       |  |  |                              |  |  |                                 |  |
|                                 |                  | Virginia Leni                 | …                      |  |  |       |  |  |                              |  |  |                                 |  |
| Lorenzo Altieri, nobile romano  |                  | Virginia Leni                 |                        |  |  |       |  |  |                              |  |  |                                 |  |
|                                 |                  | Camillo Capranica             | Bartolomeo Capranica   |  |  |       |  |  |                              |  |  |                                 |  |
|                                 |                  | Camillo Capranica             | Bartolomeo Capranica   |  |  |       |  |  |                              |  |  |                                 |  |
|                                 |                  | Camillo Capranica             | Costanza Leni          |  |  |       |  |  |                              |  |  |                                 |  |
| Ersilia Capranica               |                  | Camillo Capranica             |                        |  |  |       |  |  |                              |  |  |                                 |  |
|                                 |                  | Faustina della Valle          | Bartolomeo della Valle |  |  |       |  |  |                              |  |  |                                 |  |
|                                 |                  | Faustina della Valle          | Bartolomeo della Valle |  |  |       |  |  |                              |  |  |                                 |  |
|                                 |                  | Faustina della Valle          | Cristina Rustici       |  |  |       |  |  |                              |  |  |                                 |  |
| Clemente X                      |                  | Faustina della Valle          |                        |  |  |       |  |  |                              |  |  |                                 |  |
|                                 | Flaminio Delfini | …                             |                        |  |  |       |  |  |                              |  |  |                                 |  |
|                                 | Flaminio Delfini | …                             |                        |  |  |       |  |  |                              |  |  |                                 |  |
|                                 | Flaminio Delfini | …                             |                        |  |  |       |  |  |                              |  |  |                                 |  |
| Marco Delfini                   | Flaminio Delfini |                               |                        |  |  |       |  |  |                              |  |  |                                 |  |
|                                 |                  | …                             | …                      |  |  |       |  |  |                              |  |  |                                 |  |
|                                 |                  | …                             | …                      |  |  |       |  |  |                              |  |  |                                 |  |
|                                 |                  | …                             | …                      |  |  |       |  |  |                              |  |  |                                 |  |
| Vittoria Delfini                |                  | …                             |                        |  |  |       |  |  |                              |  |  |                                 |  |
|                                 |                  | …                             | …                      |  |  |       |  |  |                              |  |  |                                 |  |
|                                 |                  | …                             | …                      |  |  |       |  |  |                              |  |  |                                 |  |
|                                 |                  | …                             | …                      |  |  |       |  |  |                              |  |  |                                 |  |
| Properzia Miccinelli            |                  | …                             |                        |  |  |       |  |  |                              |  |  |                                 |  |
|                                 |                  | …                             | …                      |  |  |       |  |  |                              |  |  |                                 |  |
|                                 |                  | …                             | …                      |  |  |       |  |  |                              |  |  |                                 |  |
|                                 |                  | …                             | …                      |  |  |       |  |  |                              |  |  |                                 |  |
|                                 |                  | …                             |                        |  |  |       |  |  |                              |  |  |                                 |  |